# Wairua reinga
Wairua reinga är en spindelart som beskrevs av Forster 1990. Wairua reinga ingår i släktet Wairua och familjen Synotaxidae. Inga underarter finns listade i Catalogue of Life.